# Raschig-Synthese
Die Raschig-Synthese, auch Raschig-Verfahren, ist ein großtechnischer Prozess zur Synthese von Hydrazin. Als Edukte dienen Chlor, Natriumhydroxid und Ammoniak. Die Synthese ist nach ihrem Entdecker Fritz Raschig benannt.

## Der Prozess
Die Synthese gliedert sich in mehrere Schritte. Der erste Schritt dient der Herstellung des benötigten Natriumhypochlorits, die nach folgender Reaktionsgleichung abläuft: 
{\displaystyle \mathrm {2\ NaOH\ +\ Cl_{2}\longrightarrow \ NaOCl\ +\ NaCl\ +\ H_{2}O} }
An Stelle von Natriumhypochlorit ist auch die Verwendung anderer Hypochloritsalze möglich, aus Kostengründen empfiehlt sich jedoch der Einsatz des günstigen Natriumhydroxids.
Das gewonnene Hypochlorit wird nun in der eigentlichen Reaktion mit Ammoniak zur Reaktion gebracht. Im wässrigen Milieu bildet sich aus dem Hypochloritsalz Hypochlorige Säure. Anschließend entsteht nach folgender Gleichung zunächst das Zwischenprodukt Chloramin:
{\displaystyle \mathrm {(1)\ \ NaOCl\ +\ H_{2}O\longrightarrow \ HClO+\ NaOH} }
{\displaystyle \mathrm {(2)\ \ HClO\ +\ NH_{3}\longrightarrow \ NH_{2}Cl\ +\ H_{2}O} }
Der Stickstoff wird hierbei von der Oxidationsstufe −3 auf −1 oxidiert.
Im nächsten Schritt wird nun das gebildete Chloramin zu Hydrazin umgesetzt. Dieses geschieht durch Reaktion eines Moleküls Chloramin mit einem Molekül Ammoniak nach folgender Gleichung:
{\displaystyle \mathrm {ClNH_{2}\ +\ NH_{3}\longrightarrow \ N_{2}H_{4}\ +\ HCl} }
Als Nettoreaktion ergibt sich somit:
{\displaystyle \mathrm {2\ NH_{3}\ +\ OCl^{-}\longrightarrow \ N_{2}H_{4}\ +\ H_{2}O\ +\ Cl^{-}} }
Das gewonnene Hydrazin aus dieser Reaktionslösung zu fassen, gestaltet sich jedoch schwierig, da das entstandene Hydrazin in einer schnellen Reaktion zu molekularem Stickstoff oxidiert, wobei Ammoniumchlorid entsteht:
{\displaystyle \mathrm {N_{2}H_{4}\ +\ 2\ NH_{2}Cl\longrightarrow \ N_{2}\ +\ 2\ NH_{4}Cl} }
Die Situation wird auch durch den Umstand verschärft, dass die Bildung von Hydrazin aus Chloramin sehr langsam abläuft, während es sich bei der Oxidation von Hydrazin zu Stickstoff in Relation um eine schnelle Reaktion handelt. Dies führt dazu, dass gebildetes Hydrazin bereits kurz nach Entstehung weiterreagiert. Um dies zu vermeiden, wird zunächst Chloramin bei niedrigen Temperaturen hergestellt und anschließend in eine Ammoniaklösung gegeben, wobei ein hoher Ammoniaküberschuss vorhanden sein muss. Auf Grund der einsetzenden exothermen Reaktion steigt die Temperatur im Reaktionsgemisch an. Unter diesen Bedingungen verläuft die Synthese von Hydrazin rasch und das eingesetzte Chloramin wird in kurzer Zeit vollständig verbraucht. In Abwesenheit von Chloramin kann die Oxidation von Hydrazin zu Stickstoff nicht ablaufen. Nach Abdestillation des überschüssigen Ammoniaks kann Hydrazin als 64%iges Hydrazinhydrat abdestilliert werden.